# 尤尼蒂 (緬因州肯納貝克縣)
尤尼蒂（英語：Unity）是位於美國緬因州肯納貝克縣的一個未組織地區。

## 地方資料
尤尼蒂的面積為26.90平方千米，當中陸地面積為26.87平方千米，而水域面積為0.03平方千米。根據2020年美國人口普查的數據，當地共有人口36人，而人口密度為每平方千米1.34人。